# Prodidomus singulus
Espèce
Prodidomus singulus est une espèce d'araignées aranéomorphes de la famille des Prodidomidae.

## Distribution
Cette espèce est endémique d'Oahu à Hawaï aux États-Unis,.

## Description
La carapace du mâle holotype mesure 1,13 mm de long sur 0,85 mm et l'abdomen 1,38 mm de long sur 0,81 mm.

## Systématique et taxinomie
Cette espèce a été décrite par Suman en 1967.

## Publication originale
- Suman, 1967 : « Spiders (Prodidomidae, Zodariidae and Symphytognathidae) in Hawaii. » Pacific Insects, vol. 9, no 1, p. 21-27.